# Gérard Bougrier
Gérard Bougrier, né le 30 novembre 1944 à  Rennes, est un haut fonctionnaire français, impliqué dans les enquêtes liées à l'assassinat du préfet Claude Érignac, distingué par le prix Cactus, qui — après avoir pris sa retraite — est très impliqué dans le tissu associatif.

## Enfance et famille
Gérard Bougrier est le fils de Pierre Bougrier, fonctionnaire. Marié en 1970, il a eu quatre enfants. Originaire de Rennes, il a fait ses études à Lorient, Bône (Algérie), Vannes, Angoulême puis à la faculté de droit de Bordeaux.

## Formation
Gérard Bougrier est diplômé de l'Institut d'études politiques de Bordeaux (IEP Bordeaux). En 1994-1995, il a été auditeur à l'Institut des hautes études de la défense nationale (IHEDN).

## Carrière dans la préfectorale

### Postes occupés
Il est administrateur civil, puis préfet, notamment préfet adjoint pour la sécurité en Corse (poste souvent qualifié dans la presse de « préfet de police »), avant d'entrer dans l'Inspection générale de l'administration (IGA) :
- 1970 - 1974 : Attaché d'administration centrale au ministère des départements d'outre-mer et des territoires d'outre-mer
- 1974 - 1977 : Administrateur adjoint des Îles Sous-le-Vent
- 1977 - 1978 : Chef de cabinet du directeur général de l'administration au ministère de l'Intérieur
- 1978 - 1980 : Directeur du cabinet de préfet des Ardennes
- 1980 - 1982 : Secrétaire général de la préfecture de Mayotte
- 1982 - 1985 : Sous-préfet de La Flèche
- 1985 - 1987 : Secrétaire général de la préfecture de la Charente
- 1987 - 1990 : Chef du bureau du corps préfectoral et des administrateurs civils à la direction générale de l'administration du ministère de l'intérieur
- 1990 - 1993 : Secrétaire général de la préfecture des Pyrénées-Atlantiques
- 1993 - 8 février 1996 : Sous-préfet d'Antony
- 8 février 1996[3] - 10 novembre 1997 : Préfet adjoint pour la sécurité auprès des préfets de la Corse-du-Sud et de la Haute-Corse
- 10 novembre 1997[4] - 6 janvier 2000 : Préfet des Hautes-Pyrénées
- 6 janvier 2000[5] - 1er août 2003 : Préfet de l'Aude
- octobre 2003 - février 2009[6] : Préfet hors-cadre, inspecteur général en service extraordinaire à l'Inspection générale de l'administration (IGA)
  - 2005 : Président de l'Institut national de police scientifique[1]
  - 17 août 2005 - 2008 : Membre titulaire de la commission interministérielle de coordination des contrôles portant sur les opérations cofinancées par les fonds structurels européens[7].

### L'assassinat du préfet Claude Érignac
Lors des enquêtes qui ont suivi l'assassinat du préfet Claude Érignac le 6 février 1998, il a souvent été fait état de la note que Gérard Bougrier, alors préfet adjoint pour la sécurité auprès des préfets de la Corse-du-Sud et de la Haute-Corse, avait rédigé le 15 octobre 1997, peu de temps avant d'être nommé préfet des Hautes-Pyrénées,. Dans cette note envoyée à la direction du cabinet du ministre de l'Intérieur Jean-Pierre Chevènement, il estimait que « des investigations approfondies » de l'Inspection générale des Finances (IGF) sont nécessaires dans trois domaines,, :
- l'agriculture, il cite plusieurs noms et particulièrement celui de Marcel Lorenzoni ;
- le banditisme, avec deux familles connues pour leurs liens avec le gang de la Brise de Mer ;
- les investissements, dossiers qui touchent notamment des nationalistes de divers bords. Il demande également de se pencher sur les comptes du Crédit agricole et de la Caisse de développement économique de la Corse.

Dans ce cadre, Gérard Bougrier sera longuement entendu par la commission d'enquête parlementaire sur le fonctionnement des forces de sécurité en Corse.

## Après la retraite
Gérard Bougrier prend sa retraite en 2009 et s'investit dans le bénévolat :
- nommé le 1er janvier 2011[14] directeur musical du chœur d'hommes Greg'orian spécialisé dans le chant grégorien et du chant byzantin, et donne des concerts au profit de l'association vannetaise de soins palliatifs « source de vie »[15] ;
- élu en avril 2011[16] président départemental de l'organisation de bienfaisance Société de Saint-Vincent-de-Paul, organisation pour laquelle il a mis en place un partenariat avec l'Union générale sportive de l'enseignement libre (UGSEL), la fédération française de sport scolaire de l'enseignement privé[17], responsabilités qu'il exerce encore en 2013[18] ;
- conférencier sur le thème « Le bénévolat, le don et la gratuité », notamment au sein du Mouvement chrétien des retraités (MCR56)[19].

## Distinctions
Le 30 décembre 1995, Gérard Bougrier est nommé au grade de chevalier dans l'ordre national de la Légion d'honneur au titre de « sous-préfet d'Antony ; 28 ans de services civils et militaires ». Il est fait chevalier de l'ordre le 16 février 1996 puis promu au grade d'officier dans l'ordre le 13 juillet 2006 au titre de « inspecteur général de l'administration ».
Gérard Bougrier est également officier dans l'ordre national du Mérite, chevalier de l'ordre des Palmes académiques et de l'ordre du Mérite agricole.
Fin 1999, alors qu'il est préfet des Hautes-Pyrénées, Gérard Bougrier reçoit le « prix cactus » décerné par le club de la presse des Hautes-Pyrénées qui récompense, par cette plante piquante, celui ou celle, qui par son attitude ou ses actes a rendu difficile le travail d'information de la presse.

## Ouvrages
- La France et son littoral, édité par l'association du corps préfectoral et des hauts fonctionnaires du ministère de l'intérieur, 105 pages, 1994[23]
- Deux siècles d'histoire préfectorale dans l'Aude, 1800-2000, 2000,  (ISBN 2-9507610-2-X)[24]

Gérard Bougrier a par ailleurs participé à la rédaction de nombreux rapports, dont :
- L'indemnité temporaire de retraite des fonctionnaires de l'État Outre-mer (no PAM 06-015-01), septembre 2006 (lire en ligne [PDF])
- Mise en œuvre du programme « Administration Territoriale » par la préfecture du Val-d'Oise (no PAT 07-029-01), juin 2007 (lire en ligne [PDF])
- Rapport d'audit du système de gestion et de contrôle du programme européen cofinancé par le FEDER INTERREG III B Océan Indien (no 07-054-01), septembre 2007 (lire en ligne [PDF])

## Pour approfondir